# David Forbes (homme politique)
Pour les articles homonymes, voir David Forbes et Forbes (homonymie).
David Forbes  (né en 1956) est un homme politique provincial canadien de la Saskatchewan. Il représente les circonscriptions de Saskatoon Idylwyld et Saskatoon Centre à titre de député du Nouveau Parti démocratique depuis les élections partielles en novembre 2001 jusqu'en 2020.

## Biographie
Forbes grandit sur la ferme familiale de Mortlach (en) en Saskatchewan.
Avant son entrée en politique, Forbes étudie en enseignement à l'Université de Regina (avec distinction, 1982) et en administration éducative à l'Université de la Saskatchewan (1996). Forbes enseigne dans des écoles de Saskatoon et en milieu rural. Il occupe également plusieurs fonctions dans la Saskatchewan Teachers' Federation et dans la Saskatoon Teachers' Association.

### Carrière politique
Élu lors d'une élection partielle en novembre 2001, il est réélu en 2003 et devient ministre de l'Environnement de 2003 à 2006 et ministre du Travail de 2006 à 2007.